# Consiglio regionale dell'Alsazia
Il Consiglio regionale dell'Alsazia (in francese Conseil régional d'Alsace) è stata l'assemblea deliberativa della regione francese dell'Alsazia fino al 31 dicembre 2015, in seguito all'incorporazione della regione alla Champagne-Ardenne e alla Lorena per formare la nuova regione Grand Est.
Il consiglio regionale era composto da 47 membri (29 per il Basso Reno e 18 per l'Alto Reno). Ha avuto sede a partire dal 2005 presso la Maison de la Région situata a nord di Strasburgo, in Place du Wacken, divenuta Place Adrien-Zeller nel settembre 2010 in omaggio all'ex presidente del consiglio regionale.
Il suo ultimo presidente è stato Philippe Richert (UMP), eletto il 26 marzo 2010.